# Русановский мост
Руса́новский мост — автодорожный 
железобетонный балочный мост через реку Утку в Невском районе Санкт-Петербурга.

## Расположение
Расположен в створе Октябрьской набережной, в устье реки Утки. Рядом с мостом расположена Правобережная ТЭЦ — выявленный объект культурного наследия народов РФ.

## Название
Название моста известно с 1950-х годов и дано по наименованию исторического района Русановка.

## История
До 1917 года в этом месте существовал пятипролётный деревянный балочный мост длиной 22,3 м и шириной 6,65 м. Мост находился вне границ города. Существующий железобетонный мост построен в 1965 году по проекту инженера «Ленгипроинжпроекта» А. Д. Гутцайта и архитектора Л. А. Носкова.  Строительство выполнил трест «Ленмостострой».

## Конструкция
Мост однопролётный железобетонный балочный. Пролётное строение состоит из сборных железобетонных балок таврового сечения, объединённых монолитной железобетонной плитой проезжей части. Устои из монолитного железобетона, на свайном основании. На поверхности устоев нанесена рустовка под камень. Длина моста 17,4 м, ширина — 23,4 м.
Мост предназначен для движения автотранспорта и пешеходов. Проезжая часть моста включает в себя 4 полосы для движения автотранспорта. Покрытие проезжей части и тротуаров — асфальтобетон. Тротуары отделены от проезжей части металлическим парапетом. Перильное ограждение комбинированное, из чугунных литых секций с металлическими вставками, на устоях завершается гранитными тумбами.